# Friedrich Henzel
Friedrich Henzel auch in der Namensvariante Fritz Henzel (* 7. Februar 1891 in Ludwigshafen am Rhein; † 18. Februar 1984 in Frankfurt am Main) war ein deutscher Betriebswirtschaftler sowie Hochschullehrer.

## Leben

### Familie und Ausbildung
Der evangelisch getaufte, gebürtige Ludwigshafener Friedrich Henzel, der Sohn des Brauereibesitzers Georg Henzel sowie dessen Ehegattin Maria geborene Jung, absolvierte nach dem Abitur eine Ausbildung als Maschinenbauingenieur. Zusätzlich widmete er sich dem Studium der Wirtschaftswissenschaften an der Johann Wolfgang Goethe-Universität Frankfurt am Main sowie an der Wirtschaftshochschule Mannheim, 1926 erwarb er in Frankfurt den akademischen Grad eines Dr. rer. pol.
Friedrich Henzel heiratete im Jahre 1928 Margot geborene Wyrtki. Henzel verstarb im Februar 1984 im hohen Alter von 93 Jahren in Frankfurt am Main. Seine Enkelin Annette Mehlhorn ist Theologin, Hochschuldozentin und Theaterpädagogin.

### Berufliche Laufbahn
Nach mehrjähriger Tätigkeit in der Industrie als Ingenieur und als kaufmännischer Abteilungsleiter habilitierte sich Henzel 1929 als Privatdozent für das Fach Betriebswirtschaftslehre an der Johann Wolfgang Goethe-Universität Frankfurt am Main bei Fritz Schmidt (Betriebswirt), 1934 erfolgte seine Ernennung zum außerplanmäßigen Professor. Zum 1. April 1933 war er der NSDAP beigetreten (Mitgliedsnummer 1.811.228) und war auch förderndes Mitglied der SS. 1938 folgte Henzel dem Ruf auf die ordentliche Professur für Betriebswirtschaftslehre an der Wirtschaftshochschule Leipzig. Im Krieg diente er als Regierungsrat im Reichsluftfahrtministerium und war für die Preisprüfung zuständig.
In Leipzig wurde Henzel als Nationalsozialist 1945 entlassen, bald aber wieder mit Gutachten für die sächsische Landesregierung unter der SED beauftragt. Neuberufungen an die Leipziger oder Berliner Universität scheiterten schließlich, 1950 floh Henzel in den Westen aus Angst vor Verhaftung. Er wurde wieder an die Johann Wolfgang Goethe-Universität Frankfurt am Main berufen, 1954 an die Wirtschaftshochschule Mannheim. 1960 wurde er feierlich in den Ruhestand verabschiedet. Darüber hinaus wurde ihm 1953 die Leitung des vom Bundeswirtschaftsministerium neu gegründeten Instituts zur Förderung der Produktivität in Frankfurt am Main übertragen, die er bis 1955 innehielt.
Der im Jahre 1964 mit dem Großen Bundesverdienstkreuz Ausgezeichnete trat insbesondere mit grundlegenden Publikationen zu seinem Fachgebiet hervor.

## Werke (Auswahl)
- Erfassung und Verrechnung der Gemeinkosten in der Unternehmung, Spaeth u. Linde, Berlin [u. a.], 1931
- Marktanalyse und Budgetierung, Spaeth u. Linde, Berlin [u. a.], 1933
- Die Kostenrechnung der gewerblichen Wirtschaft : Gemeinverständliche Einführung in die Grundlagen der Kalkulation insbesondere bei Fertigungsbetrieben, Muth, Stuttgart, 1939
- Kosten und Leistung, 2. neubearbeitete Auflage, Konkordia, Bühl, 1941
- Betriebsplanung, Schlösser, Braunschweig, 1950
- Lagerwirtschaft, Girardet, Essen, 1950
- Verlustquellen in der Industrie, Gabler, Wiesbaden, 1951
- Der Unternehmer in der Konjunktur: Richtlinien für die Praxis, Nowack, Frankfurt am Main, 1959